# داستان جان اسمیت
داستان جان اسمیت (انگلیسی: The Narrative of John Smith) رمانی نوشته آرتور کانن دویل است که در سال ۱۸۸۳ نوشته شده. این کتاب بعد از مرگ دویل به کتابخانه بریتانیا منتقل شد.